# Ligue Auvergnate et du Massif Central
 (mars 2019).
Si vous disposez d'ouvrages ou d'articles de référence ou si vous connaissez des sites web de qualité traitant du thème abordé ici, merci de compléter l'article en donnant les références utiles à sa vérifiabilité et en les liant à la section « Notes et références ».
La Ligue auvergnate et du Massif central est une confédération internationale d'associations originaires du Massif central créée en 1886.
Elle a été fondée par Louis Bonnet pour défendre et unir les Auvergnats de Paris.
Elle fédère aujourd’hui 9 départements : Allier, Aveyron, Cantal, Corrèze, Creuse, Haute-Loire, Lot, Lozère et Puy-de-Dôme.

## Histoire
Les révolutions industrielles ont provoqué à la fin du XIXe siècle une émigration qui a fait le vide dans les villages du Massif central. Le rail bouleverse la vie sociale et économique. L'exode rural se développe, les migrants auvergnats s'installent à Paris.
L'augmentation de la population due à la chute de la mortalité infantile et de la mécanisation de l'agriculture oblige de nombreux paysans à changer de métier et venir tenter leur chance à Paris. Cette ville pleine d'opportunités leur permettra de briller dans tous les travaux durs et fatigants que les parisiens n'aiment pas faire.
Dès qu’il arrive à Paris, l'émigrant auvergnat est accueilli chez un compatriote qui lui procure le travail et bien souvent le logis.
En débutant, ils font le rêve de retourner finir leurs jours au pays : mais bien peu l'accomplissent, leurs liens d'affaires et de famille les retiennent finalement une fois installés à Paris. Laborieux et économes, ils amassent « sou par sou » pour l'achat d'un fond ou l'ouverture d'une boutique.
Cette nostalgie du pays si fréquente lorsque l'on émigre est atténuée alors par leur nombre, et leur entraide ; ils se retrouvent chez des gens qu'ils connaissent, qui parlent le même patois, qui partagent des plats traditionnels de leur village. Le soir, ils vont même danser au son de la musette : les salles de bals auvergnats ne manquent pas.

### L'ambition d'un homme: Louis Bonnet
Cantalien né à Aurillac en 1856, Louis Bonnet « monte » à Paris pour gagner sa vie en se lançant dans le journalisme politique. À 26 ans, il a l'idée de fédérer le petit peuple auvergnat de Paris, avec comme cri de ralliement : « Tout pour l'Auvergne ». Les originaires du Cantal, de l'Aveyron et de la Lozère s'unissent autour du même amour de la terre nourricière du Massif central.
L'Auvergnat de Paris, journal des émigrants du Centre est né. Paraissant tous les vendredis, il comportait quatre pages et le lecteur pouvait découvrir la politique, la littérature, les faits divers, sous la plume de personnalités auvergnates prestigieuses, comme Jules Vallès.
Le mouvement auvergnat se structure sous l'impulsion de Louis Bonnet qui souhaite défendre les Auvergnats de Paris, les grouper et leur apporter l’aide de notables auvergnats établis : syndicats professionnels, sociétés de secours mutuel, cercle littéraire et amicales voient le jour. Chaque canton ou même village du Massif central créé son amicale à Paris mais aussi en banlieue. Des groupes folkloriques se constituent. Louis Bonnet fonde, en 1886, la Ligue auvergnate et du Massif central pour relier cette puissance disséminée et défendre l'image et les intérêts de la colonie dans tous les domaines,.
La Ligue auvergnate comprend des milliers d'adhérents et, chose curieuse, elle est peut-être, à l'époque, la seule des sociétés de ce genre qui ne soit pas une association de secours mutuels ou de bienfaisance. C'est plutôt une société de défense, de protection qui est le trait d'union entre les divers syndicats presque exclusivement composés d'Auvergnats ; c'est comme un libre Parlement des émigrants, qui peut leur rendre de grands services. Mais, il y a aussi un temps pour rire, chanter et danser. Des fêtes mémorables ont lieu ; des banquets de la Ligue réunissent jusqu'à quinze cents personnes, hommes et femmes...tous Auvergnats,.

### Naissance du mouvement amicaliste
Un premier banquet est présidé en 1886, par Joseph Cabanes, sénateur du Cantal. L'année suivante, une réunion a lieu au Cirque d'Hiver, pour la lecture, des statuts de la Ligue : six mille personnes, à cinquante centimes par entrée, assistaient à la séance...des débuts prometteurs !
En 1887, le second banquet est présidé par Paul Devès, l'ancien ministre de la Justice. Le troisième est présidé par Louis Denayrouze, ancien député de l'Aveyron ; le quatrième, par Louis Jourdan, député de la Lozère. C'est M. Andrieux qui préside le cinquième, ami de M. Amagat, dont il brigue la succession dans l'arrondissement de Saint-Flour ; le sixième, par le député de Paris Eugène Chassaing ; le septième, par le poète François Fabié. Ces repas monstres, dont les menus rédigés en patois promettent tous des plats du pays, sont suivis de bals.
Ainsi, le mois de décembre est synonyme chaque année d’une grande soirée de gala conviviale, réunissant plus d'un millier de compatriotes, appelée « Nuit Arverne » où l'élection des Pastourelles apparaît comme point d'orgue à cette grande fête.
C’est en 1913 que s'éteint ce grand homme providentiel pour la communauté auvergnate : de la Bastille au cimetière du Père-Lachaise une foule immense a suivi son cercueil. Une rue du XIe arrondissement porte aujourd'hui son nom... au cœur de la « petite Auvergne »...
Son fils, Louis Bonnet, prend sa succession et s'occupe du journal entre 1913 et 1940. La survie de l'hebdomadaire, avec la guerre de 1914 – 1918, est due à l'appui et au travail de la veuve du fondateur. De 1919 à 1939, c'est l'âge d'or pour L'Auvergnat de Paris. L'histoire de toute une région se raconte au fil des nouvelles locales, très détaillées, grâce au dévouement des correspondants. Les rubriques de petites annonces jouent un rôle important dans la vie économique de Paris et de l'Auvergne : offres d'emploi, ventes de fonds de commerce.... Les accessions de personnalités originaires du Massif central à des fonctions élevées dans la vie politique ou publique sont largement saluées dans le journal : à l'Élysée, à la Présidence du Conseil, au Palais de Justice, à l'Hôtel de Ville ou à l'Archevêché de Paris.
En 1925, Louis Bonnet ainsi que le compositeur Joseph Canteloube et le poète Camille Gandilhon Gens d'Armes créent « La Bourrée de Paris ». Elle a pour but de contribuer au maintien, au développement, à la mise en valeur et à la conservation du patrimoine artistique du Massif Central en matière de danses et de chants. Pour cela, elle dispose d'un corps de ballet et d'une chorale composés d'originaires des sept premiers départements.  
À partir de 1952, c'est Louis Bonnet, troisième du nom qui tient la barre, son père étant décédé, il devient aussi secrétaire général, puis président de la ligue auvergnate de 1953 à 1980.
Raymond Trébuchon en prend les rênes en 1981 et ce jusqu'en 2011 où Jean Mathieu lui succéda.
Isabelle Cazals a désormais pris en main la destinée de la Ligue auvergnate et du Massif central depuis le 17 avril 2018.

## Actions

### La Nuit Arverne[8]

#### Une soirée événementielle et fédératrice
La Nuit Arverne est la grande manifestation de prestige des Auvergnats à Paris, qui rassemble les neuf départements formant le Massif Central. Elle donne de cette Province et de ses ressortissants, une image moderne par sa tenue et son allure, et en même temps, authentique par sa convivialité dans la fête autour et en l'honneur de leurs racines.
Cette soirée, intergénérationnelle, vise à réunir un plus grand nombre de compatriotes : des brasseurs, des cafetiers ou des restaurateurs mais aussi des représentants d’associations, acteurs sociaux structurants pour le développement économique des territoires, au même titre que des particuliers, des professionnels, des agriculteurs, des entreprises et des collectivités publiques.
En 2018, la Ligue auvergnate et du Massif central a investi le fabuleux Pavillon Baltard pour réunir plus de 500 personnes pour une soirée sur le thème de « L'Auvergne sous les étoiles de Baltard ».

#### L'élection des Pastourelles[9]
C’est au cours de la Nuit Arverne que sont élus les Pastourelles qui représenteront leur département et la Ligue auvergnate durant toutes les rencontres amicalistes et évènementielles de l'année.
Une Pastourelle est une demoiselle qui représente, grâce à son costume traditionnel et à sa connaissance culturelle, historique et géographique de son département, son village et sa région.

### Le Prix Arverne
Ce prix littéraire a été créé en 2007 par la Ligue auvergnate et du Massif central. Le Prix Arverne est attribué chaque année à une publication littéraire (roman, essai, nouvelle, biographie, monographie, poésie, bande dessinée, etc.) remplissant au moins l'une des deux conditions suivantes :
- Être écrite par un originaire de l'un des départements couverts par la Ligue Auvergnate ;
- ou traitant d'un sujet concernant l'Auvergne.

Lauréats du prix :
- 2007 : Jean Anglade : Le Temps et la paille (Presses de la Cité)
- 2008 : Odile de Pailherets : La troisième pierre (Éd. du Bon Albert)
- 2009 : Jean-Paul Malaval : L'homme qui rêvait d'un village (Presses de la Cité)
- 2010 : Daniel Bruges : Terres d'Aubrac (Éd. De Borée)
- 2011 : Antonin Malroux : La grange au foin (Albin Michel)
- 2012 : Roger Béteille : La pomme bleue (Éd. du Rouergue)
- 2013 : Marie-Hélène Lafon : Les Pays et Album (Buchet-Chastel)
- 2014 : Philippe Ramond  : Frères humains : Poèmes Portraits (Éd. Cayron)
- 2015 : Bernard Thomasson : Un été sans alcool (Éditions du Seuil)
- 2016 : Daniel Crozes : Un été d'herbes sèches (Éd. du Rouergue)
- 2017 : Sylvie Baron : L'héritière des Fajoux (Éd. Calmann-Lévy)
- 2017 : Lucien Douroux : Un voyage inattendu, Grand prix d’honneur du jury pour son autobiographie (Éd. du Cherche Midi)
- 2018 : Serge Camaille : L'Enfant du Carladès (Éd. De Borée)
- 2019 : Vanessa Bamberger : Alto Braco (Éd. Liana Levi)
- 2020 : Cécile Coulon : Une bête au paradis (Éd. L'Iconoclaste)

### Mise en valeur du patrimoine immatériel
La Ligue auvergnate et du Massif central a un rôle actif dans la mise en valeur du patrimoine immatériel du Massif central et pour cela soutient les initiatives et les actions autour des thématiques suivantes :

#### Groupes folkloriques
Pour les descendants des émigrés du Massif central montés à partir de la fin du XIXe siècle, le folklore est un des éléments les plus forts de leur identité. Lors de la création de la Ligue auvergnate, le but premier des groupes folkloriques était de maintenir vivante la flamme de la tradition et d'assurer l’animation des banquets des amicales.
Aujourd'hui dix-sept groupes folkloriques adhèrent à la Ligue auvergnate et chacun, avec ses spécificités régionales et ses costumes, perpétuent les traditions en offrant à un public, aguerri ou novice, une représentation de danses et de musiques traditionnelles.

#### Musique
Trois principaux instruments de musique composent un orchestre traditionnel de folklore du Massif central : la cabrette, l'accordéon chromatique et diatonique, la vielle et parfois encore le violon. La Ligue auvergnate contribue à l'enseignement de la cabrette, la vielle et l'accordéon avec sa filiale Cabrettes et Cabrettaïres qui permet aux jeunes mais aussi au moins jeunes d’apprendre à jouer d'un instrument. Grâce au haut niveau de professeurs qualifiés, de l'initiation à la professionnalisation, cet enseignement est agréé auprès du ministère de l'Éducation nationale, et reconnu d'intérêt général.
Désireuse d’assurer la pérennité des instruments et de préserver le savoir-faire, l’association fabrique des cabrettes. Ancêtre des bals musette, elle est manufacturée de façon artisanale, avec des matériaux nobles, selon de très anciennes traditions.
Le 7 juillet 2018, par décision du ministère de la Culture, la pratique de la cabrette, ou musette, a été incluse à l'Inventaire national du Patrimoine culturel immatériel de la France.

#### Danse
La danse régionale est un patrimoine immatériel, une richesse qu'il faut conserver et faire connaître car la culture et la transmission de ce savoir sont avant tout un véritable passeport pour l'avenir.
Une des vocations des groupes folkloriques et de la Ligue auvergnate est le devoir de transmettre le souvenir de ce qui a été et de l'enrichir.
Valse, marche, mazurka, scottish… et surtout de toutes ces danses, la bourrée est la plus célèbre du Massif-central et la plus pratiquée par les groupes folkloriques, dans les bals et les banquets auvergnats, mais aussi lors de fêtes ou des réunions de familles. Cette danse est un véritable art du vivant de la région auvergne, mais que l’on retrouve également dans d’autres régions de France (Berry, Limousin…)

#### Vieux métiers
Au travers de recherches de documents des métiers d’autrefois et d’outils et matériaux utilisés, la mémoire et le savoir-faire des anciens se perpétuent.
Il est possible de découvrir ou redécouvrir, par des expositions ou démonstrations en situation réelle, les vieux métiers bien souvent disparus : la semence des céréales à la main ou avec un semoir, la fabrication du beurre à la baratte, le rempaillage de chaises, le cordier qui réalise des cordes en chanvre, le cardage de la laine, un ensemble complet de fers à repasser à travers différentes époques, les porteurs d'eau, les scieurs de long, le rémouleur avec sa charrette, le sabotier pour la confection de sabots, le colporteur, un ensemble sur l'enfance depuis la nourrice jusqu'à l'école.

#### Sport
Porteur de valeurs universelles, le sport contribue à l’enrichissement des liens amicaux. La Ligue auvergnate et du Massif central regroupe des associations qui assurent une promotion vivante des pratiques sportives ou de loisirs traditionnels.
Un sport très populaire et régional : le jeu de quilles à huit. Il est surtout pratiqué en Aveyron.
Les quilles de 8 sont une des huit disciplines de la Fédération française de bowling et de sports quilles (FFBSQ).

## Filiales
- La Veillée d'Auvergne : Association régionaliste affiliée au félibrige, ainsi qu'une revue française mensuelle d'expression auvergnate
- La Bourrée de Paris : Groupe folklorique ayant pour but de contribuer au maintien, au développement, à la mise en valeur et à la conservation du patrimoine artistique du Massif central en matière de danses et de chants.
- Association Auvergne Business Club : Club de rencontres d'affaires et d'entraide qui contribue au développement économique de l’Auvergne (Allier, Aveyron, Cantal, Corrèze, Creuse, Haute-Loire, Lot, Lozère, Puy-de-Dôme). L'AABC multiplie les contacts entre entrepreneurs et dirigeants Auvergnats, où qu'ils soient, pour développer entre eux des relations personnelles et favoriser l’installation et le développement d’entreprises dans la région.
- Cabrettes et Cabrettaïres : Association agréée auprès du ministère de l’Éducation nationale en tant que société d'éducation populaire et reconnue d’intérêt général. Elle a pour but de maintenir et faire connaître l'instrument ancien qu’est la Cabrette, de collaborer à la sauvegarde et à la diffusion des airs, chants et danses traditionnels et folkloriques du Massif central, et aider les jeunes musiciens débutants à s’équiper en instrument et à apprendre à jouer, et enfin de reconstruire et de protéger le patrimoine instrumental et musical du Massif central. La Cabrette a été incluse à l'Inventaire national du Patrimoine culturel immatériel de la France en juillet 2018.
- Cercle généalogique et héraldique d'Auvergne et du Velay : Association d’aide aux recherches généalogiques sur les trois départements du Cantal, de la Haute-Loire et du Puy-de-Dôme.
- Le Club des Aînés du Massif central : Association qui accueille tous les originaires du Massif central qui souhaitent se réunir pour des activités communes.
- Union sportive Olympiades Massif central : Club de rugby né de la fusion en 1988 de l'Union sportive Massif central, fondée en 1922 par les Auvergnats de Paris et originaires du Massif central et de l'Association sportive des Olympiades, club parisien du 13e arrondissement, créé en 1976 par des originaires du Sud Ouest. Le club compte à ce jour plus de 500 adhérents et réside au Stade Georges Carpentier - Paris 13e.
- Les Arvernes de Lutèce : Association de supporters de l'ASM vivant en Île-de-France lors de match en RP, déplacements en France et en Europe.